# Buchenberg bei Krölpa
Das Naturschutzgebiet Buchenberg bei Krölpa liegt auf dem Gebiet der Stadt Ranis im Saale-Orla-Kreis in Thüringen. Es erstreckt sich östlich des Kernortes Krölpa. Die B 281 verläuft nördlich, der Kotschaubach, ein linker Zufluss der Orla, fließt ebenfalls nördlich. Die Landesstraße L 2367 verläuft westlich und die L 1104 östlich.

## Bedeutung
Das 20,1 ha große Gebiet mit der NSG-Nr. 275 wurde im Jahr 1996 unter Naturschutz gestellt.

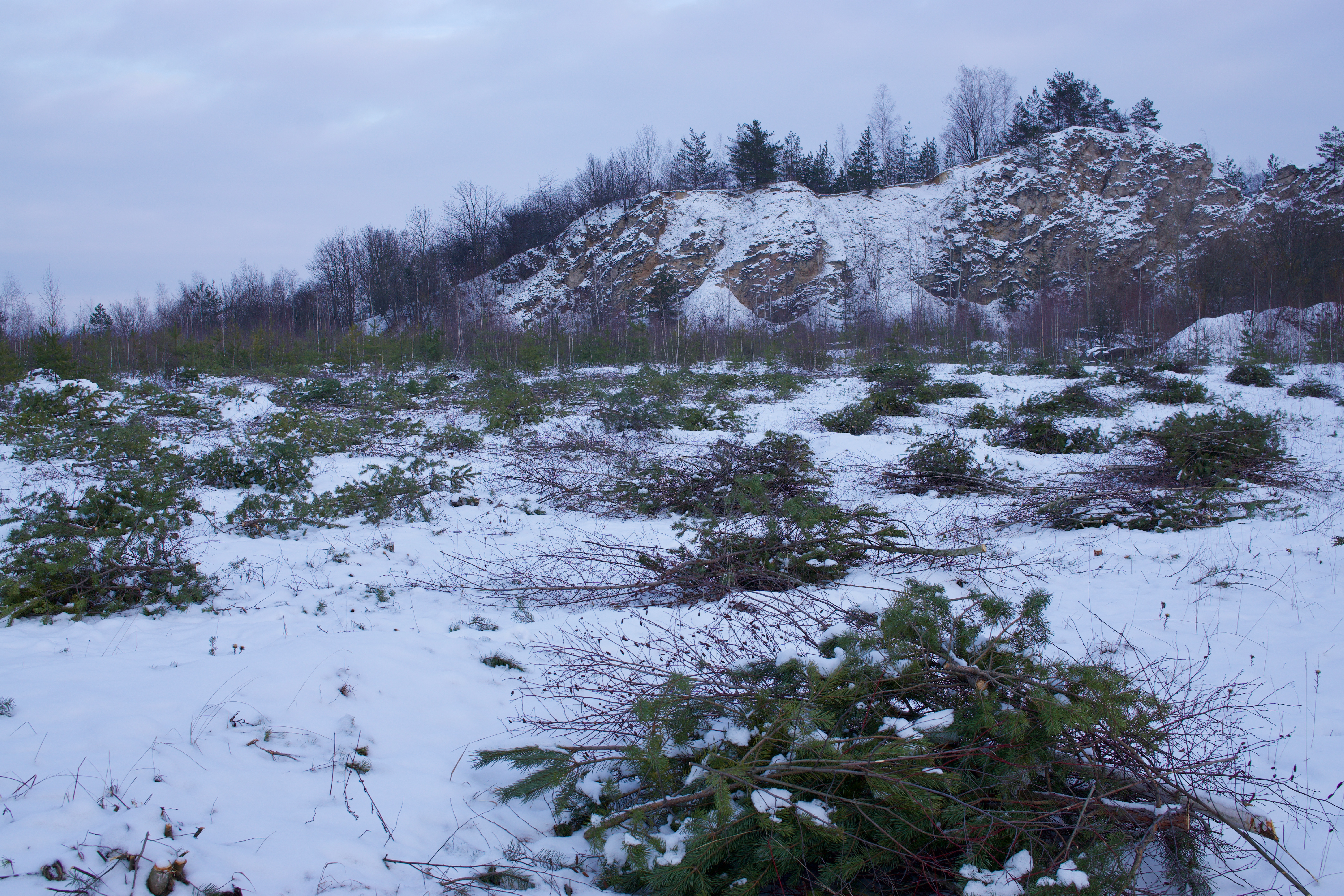
Pflegemaßnahmen

## Geschichte
Der Buchenberg wurde 1943–1978 bergbaulich zur Gewinnung von Stahlwerks- und Düngekalk genutzt. 1978–1989 folgte eine Nutzung als militärisches Übungsgelände. 1989 wurde das Gelände durch die Treuhand übernommen. 1994 folgte der Abriss der technischen Bergbauanlagen. Seit 2002 befinden sich der Buchenberg im Eigentum vom Arbeitskreis Heimische Orchideen Thüringens.

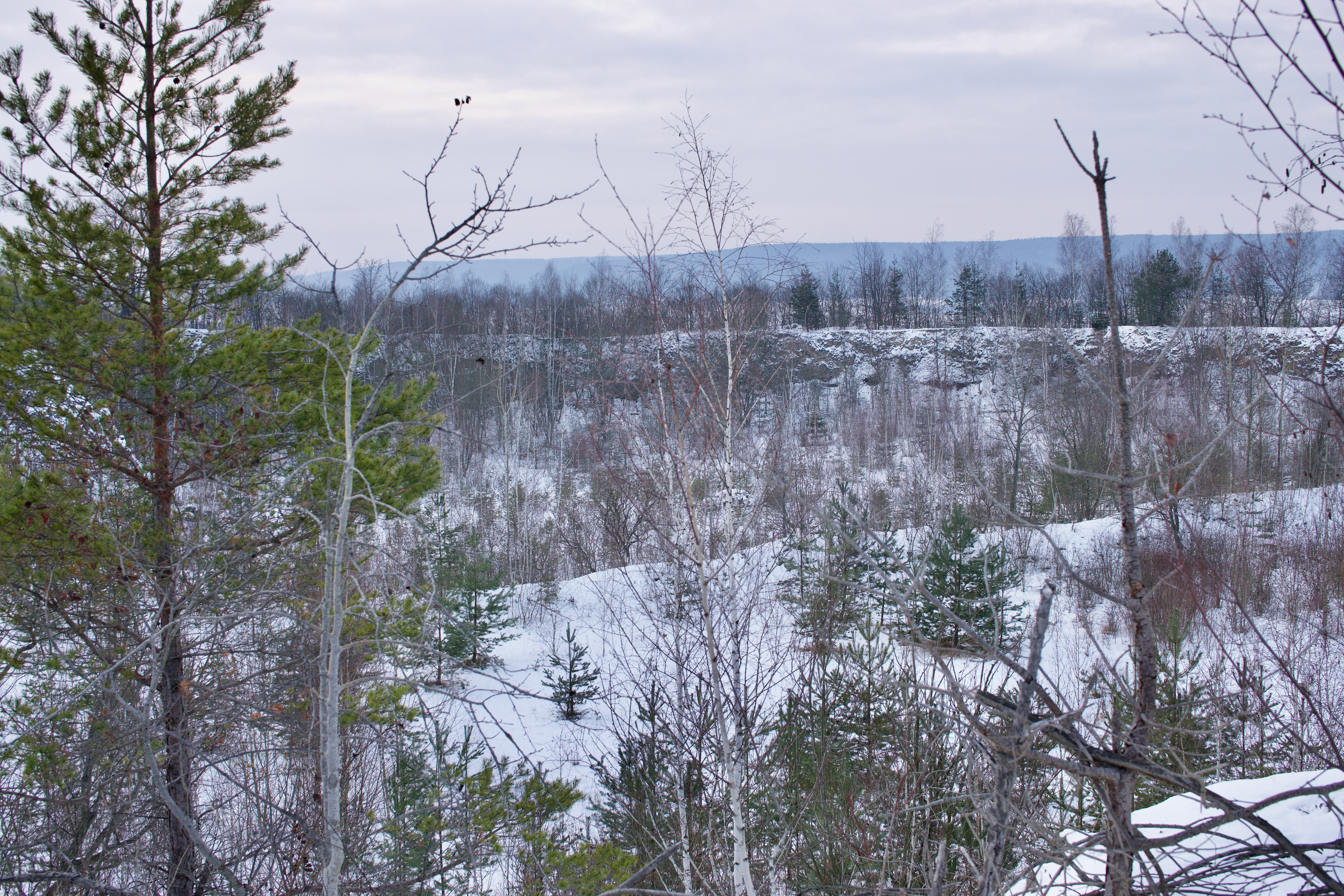
Blick auf einen Teil des Naturschutzgebietes